# 尤查里亚·奥卢奇·恩瓦伊奇
尤查里亚·奥卢奇·恩瓦伊奇（Eucharia Oluchi Nwaichi），尼日利亚阿比亚州人，尼日利亚环境化学家、土壤学家和毒理学家。
她的研究领域主要集中在废物管理、污染预防和植物修复，不需要通过挖掘转运污染物质，而是通过使用当地植物来处理环境问题（生物修复）。她是污染土壤减毒（比如镉、铜、汞、铅和砷等有重金属减毒）领域的专家。

## 教育研究
她拥有哈科特港大学的生物化学理学学士、理学硕士和博士学位，毕业之后去壳牌石油公司工作。一年后她重返母校，担任高级讲师。2013年，她获得世界杰出女科学家成就奖。
她还加入了许多学术组织，如发展中国家妇女科学组织、美国化学学会、国际环境技术学会、国际植物技术学会、功能食品和生物活性化合物学会和尼日利亚管理学院。